# Canton de Lauzun
Le canton de Lauzun est une ancienne division administrative française située dans le département de Lot-et-Garonne, en région Aquitaine.

## Géographie
Ce canton était organisé autour de Lauzun dans l'arrondissement de Marmande. Son altitude variait de 33 m (Allemans-du-Dropt) à 153 m (Ségalas) pour une altitude moyenne de 91 m.

## Administration

### Conseillers généraux de 1833 à 2015
| Période                                  | Période          | Identité                  | Étiquette         | Qualité |
| ---------------------------------------- | ---------------- | ------------------------- | ----------------- | --- |
| 1833                                     | 1845             | Jean Léandre Hugonel      |                   | Maire de Lauzun (1827-1848) |
| 1845                                     | 1864             | Augustin Charrié          |                   | Maire de Lauzun (1848-1862) |
| 1864                                     | 1883 (décès)     | Jacques Jules Manin       | Conservateur      | Ancien sous-préfet, propriétaire, maire de Bourgougnague (1856-1858, 1871-1878)                                                                 |
| 1883                                     | 1904             | Jean-Jacques Ernest Manin | Conservateur      | Propriétaire - Maire de Bourgougnague (1891-1904)                                                                                               |
| 1904                                     | 1909 (décès)     | Jean Duranthon            | Rad.              | Médecin - Maire de Lauzun (1904-1908) |
| 1909                                     | 1919             | Joseph Soussial           | Républicain       | Maire de Miramont-de-Guyenne (1909-1915) |
| 1919                                     | 1934             | Émile Lavigne             | RG                | Agriculteur, maire de Miramont-de-Guyenne (1892-1900 et 1924-1928) Président du comice agricole de Marmande, ancien conseiller d'arrondissement |
| 1934                                     | 1940             | Raphaël Trémouilhe        | RG                | Vétérinaire Conseiller municipal d'Allemans-du-Dropt Nommé conseiller départemental en 1943                                                     |
|                                          |                  |                           |                   | |
| 1945                                     | 1958             | Raphaël Trémouilhe        | UDSR puis Radical | Député (1951-1958) Conseiller municipal d'Allemans-du-Dropt                                                                                     |
| 1958                                     | 1964             | Franck Clerc              | SFIO puis DVG     | Tailleur, maire de Lauzun (1945-1977) |
| 1964                                     | 1967 (démission) | Marcel Mennechet          | DVD               | Maire de Miramont-de-Guyenne (1959-1966) |
| 1967                                     | 1976             | Yves Dumichel (1926-1989) | Rad. puis MRG     | Maire de Miramont-de-Guyenne (1966-1977) |
| 1976                                     | 1982             | Jean Charpentier          | PS                | Propriétaire à Miramont-de-Guyenne |
| 1982                                     | 2001             | Pierre Périé              | UDF               | Maire de Roumagne (1977-2001) |
| 2001                                     | 2015             | Pierre Costes             | PS                | Vétérinaire, Miramont-de-Guyenne Élu en 2015 dans le canton du Val du Dropt                                                                     |
| Les données manquantes sont à compléter. |                  |                           |                   | |

### Conseillers d'arrondissement (de 1833 à 1940)
| Période                                  | Période | Identité        | Étiquette    | Qualité |
| ---------------------------------------- | ------- | --------------- | ------------ | --- |
| 1833                                     | 1845    | M. Hugonel      |              | Notaire à Lauzun                                                                                            |
| 1845                                     | 1848    | Henri Béchade   |              | Juge de paix à Lauzun                                                                                       |
|                                          |         |                 |              | |
| 1877                                     |         | Armand Béchade  | Bonapartiste | |
| 1895                                     | 1901    | Émile Lavigne   | Républicain  | Président du comice agricole de Marmande, maire de Miramont-de-Guyenne                                      |
| 1901                                     | 1907    | Paul Daurios    | Conservateur | Médecin |
| 1907                                     |         | Léonard Babot   | Radical      | Vétérinaire, maire de Miramont                                                                              |
|                                          |         |                 |              | |
|                                          |         | M. Pauzac       | Radical      | Vétérinaire à Lauzun                                                                                        |
| ?                                        | 1937    | Pierre Castagné | SFIO         | Maire de Lauzun (1929-1938)                                                                                 |
| 1937                                     | 1940    | M. Faget        | RG           | |
| 1940                                     |         |                 |              | Les conseils d'arrondissement ont été suspendus par la loi du 12 octobre 1940 et n'ont jamais été réactivés |
| Les données manquantes sont à compléter. |         |                 |              | |

## Composition
Le canton de Lauzun groupait 15 communes et comptait 9 344 habitants (population municipale au 1er janvier 2010).
| Communes               | Population (2012) | Code postal | Code Insee |
| ---------------------- | ----------------- | ----------- | ---------- |
| Agnac                  | 441               | 47800       | 47003      |
| Allemans-du-Dropt      | 481               | 47800       | 47005      |
| Armillac               | 193               | 47800       | 47014      |
| Bourgougnague          | 277               | 47410       | 47035      |
| Laperche               | 133               | 47800       | 47136      |
| Lauzun                 | 729               | 47410       | 47142      |
| Lavergne               | 603               | 47800       | 47144      |
| Miramont-de-Guyenne    | 3 276             | 47800       | 47168      |
| Montignac-de-Lauzun    | 281               | 47800       | 47188      |
| Peyrière               | 279               | 47350       | 47204      |
| Puysserampion          | 246               | 47800       | 47218      |
| Roumagne               | 553               | 47800       | 47226      |
| Saint-Colomb-de-Lauzun | 502               | 47410       | 47235      |
| Saint-Pardoux-Isaac    | 1 183             | 47800       | 47264      |
| Ségalas                | 167               | 47410       | 47296      |

## Démographie
| 1962  | 1968  | 1975   | 1982  | 1990  | 1999  | 2006  | 2010  | - |
| ----- | ----- | ------ | ----- | ----- | ----- | ----- | ----- | - |
| 8 188 | 9 755 | 10 296 | 9 959 | 9 542 | 9 126 | 9 147 | 9 344 | - |